# Samoa nos Jogos Olímpicos de Verão de 1988
A Samoa participou dos Jogos Olímpicos de Verão de 1988 em Seul, na Coreia do Sul. Um atleta representou o país, Henry Smith, na modalidade de Lançamento de disco.